# トレド・マウミーズ
トレド・マウミーズ（Toledo Maumees）は、1890年にアメリカ合衆国オハイオ州トレドを本拠地としてアメリカン・アソシエーションに加盟していたプロ野球チーム。

## 球団史
1890年にアメリカン・アソシエーションに参加。チーム名の「マウミー」はトレド近郊の地名からとった。監督はかつてトレド・ブルーストッキングスを率いていたチャーリー・モートンが就任、エジプシャン・ヒーリー、エド・カーシュマン、フレッド・スミスの3人を先発にたて、攻撃ではワシントンから移籍したペリー・ウェルデンと、ブルックリンに所属していたエド・スウォートウッドが活躍した。
開幕当初チームは1勝8敗と出遅れたが、8月に9連勝するなど後半持ち直し、同年のシーズンを勝ち越して終えたが、球団が活動したのは結局この1年だけで、翌年1月にはヒーリーとウェルデンをボルチモア・オリオールズに放出し、チームは解散した。

## 戦績
| 年度   | リーグ | 試合 | 勝利 | 敗戦 | 勝率 | 順位 | 監督                 | 本拠地        |
| ------ | ------ | ---- | ---- | ---- | ---- | ---- | -------------------- | ------------- |
| 1890年 | AA     | 134  | 68   | 64   | .515 | 5位  | チャーリー・モートン | Speranza Park |

## 所属した主な選手
- エド・スウォートウッド：外野手。1883年の首位打者。トレドでは打率.327を記録した。
- ペリー・ウェルデン：一塁手。1890年にリーグ最多の三塁打20本を記録。
- エジプシャン・ヒーリー：投手。通算78勝136敗。トレドで22勝を挙げた。

## 主な球団記録
打撃記録
- 通算安打数：151（エド・スウォートウッド）
- 通算本塁打：6（ペリー・ウェルデン）
- 通算打点数：72（パーソン・ニコルソン、ペリー・ウェルデン）
- 通算得点数：113（ペリー・ウェルデン）
- サイクル安打：1890年7月5日（ビル・ヴァン・ダイク）

投手記録
- 通算勝利数：22（エジプシャン・ヒーリー）
- 通算奪三振：225（エジプシャン・ヒーリー）